# Jardines del Altozano
Los jardines del Altozano son una primitiva zona verde de la ciudad española de Albacete. Están situados en la plaza del Altozano, en pleno centro de la capital. Su diseño actual de estilo francés es obra de Ramón Ortiz Ferrer, jardinero mayor del Ayuntamiento de Madrid. Constituyen la zona verde de origen antrópico más antigua de la ciudad.

## Historia
Los jardines del Altozano se crearon en 1843 en la plaza del Altozano cuando se plantaron árboles a su alrededor. En 1866 se pusieron verjas perimetrales y se colocó una fuente de alfarería en su centro, que fue sustituida por otra de hierro que estaba situada en la plaza Mayor. 
En 1890 se remodelaron sus parterres y, posteriormente, la fuente sería reemplazada por una farola y más adelante por un estanque. En 1937 se construyó un refugio antiaéreo bajo los jardines con motivo de la guerra civil conocido como búnker del Altozano, lo que obligó en la década de 1940 a volver a ajardinar la zona. 
En 1996 se incorporó el monumento al Cuchillero, símbolo del arte popular de la ciudad, sumándose así a la Gran Dama Oferente y a la Bicha de Balazote.

## Características
Los jardines del Altozano están situados en la histórica plaza del Altozano de Albacete, situada en pleno centro de la ciudad. 
De estilo francés, están presididos por una gran fuente central alargada que recrea un bello baile de chorros, la cual se ilumina por la noche. Alberga dos importantes esculturas de la ciudad como son el monumento al Cuchillero y la Bicha de Balazote, así como el refugio antiaéreo del Altozano.